# Tennis Canada
 (mars 2018).
Si vous disposez d'ouvrages ou d'articles de référence ou si vous connaissez des sites web de qualité traitant du thème abordé ici, merci de compléter l'article en donnant les références utiles à sa vérifiabilité et en les liant à la section « Notes et références ».
Tennis Canada est la fédération officiellement responsable du tennis au Canada sous les auspices de Sport Canada. Elle travaille en association avec ses homologues provinciales pour organiser les tournois et fixer les règles.
Les dix associations provinciales de gestion du tennis sportif sont les membres de Tennis Canada.  Cette fédération est également chargée de superviser l'équipe du Canada de Coupe Davis et à l'équipe du Canada de Fed Cup. Elle est de manière générale responsable de toute la gestion du tennis sportif au Canada, pour toutes les catégories (junior, senior, et handisport). 
L'organisation est membre de plein droit de la Fédération internationale de tennis. Elle est également membre du comité olympique canadien.

## Histoire
Tennis Canada fut créée dès 1890 sous le nom Lawn Tennis Association. Des délégués d'au moins treize clubs en faisaient partie : six clubs de tennis de Toronto, dont le Toronto Lawn Tennis Club, deux clubs de Montréal, au Québec, et des clubs de London, Ottawa, Saint Catharines, Peterborough et Petrolia, tous situés en Ontario. Charles Smith Hyman, qui a remporté le titre de champion canadien en simple à cinq reprises dans les années 1880, fut choisi comme premier président, il remplit trois mandats d'un an, de 1890 à 1892. La Lawn Tennis Association commence alors à organiser les championnats canadiens au Toronto Lawn Tennis Club, à partir de l'édition de 1890. Elle adopte les règles du All England Lawn Tennis Club, le club qui accueille le tournoi de Wimbledon. À partir de 1894, elle met en place un championnat junior pour les garçons de 18 ans et moins.

## Temple de la renommée

### Joueurs
- Andrée Martin 1995[3]
- Andrew Sznajder 2002
- Ann Barclay 1994
- B.P. Schwengers 1991
- Bob Murray 1994
- Brendan Macken 1991
- Carling Bassett-Seguso 1998
- Charles Hyman 1991
- Dale Power 2006
- Delano Osborne 1991
- Don Fontana 2000
- Eleanor Young 1993
- Faye Urban 1996
- Florence Best 1995
- Gilbert Nunns 1995
- Glenn Michibata 1999
- Grant Connell 1998
- Harry Fauquier 1996
- Helen Kelesi 2002
- Henri Rochon 1991
- Isidore F. Hellmuth 1991
- Dr. Jack A. Wright 1991
- Jane O'Hara 2002
- Jill Hetherington Hultquist 2001
- Keith Carpenter 1996
- Laird Watt 1991
- Lois Moyes Bickle 1991
- Lorne Main 1991
- Louise Brown 1991
- Marcel Rainville 1993
- Marjorie Blackwood 1998
- Marjorie Leeming 1993
- Martin Wostenholme 2003
- Mike Belkin 1994
- Olive Wade 1993
- Patricia Hy-Boulais 2004
- R.B. Powell 1993
- Réjean Genois 1999
- Rene Simpson 2011
- Robert Bédard 1991
- Robert Watt 1991
- Sébastien Lareau 2005
- Sonya Jeyaseelan 2011
- Dr. Susan Butt 2000
- Vicki Berner 1995
- Violet Summerhayes 1991
- Walter Martin 2006
- Willard Crocker 1991

### Bâtisseurs
- Bob Moffatt 2015
- Doug Philpott 1993
- Eddie Condon 1993
- Hon. Francois Godbout 1996
- Frank Flanagan 1994
- Garnett Meldrum 1995
- Harold Milavsky 2009
- Harry Marpole 1994
- Jacqueline Boutet C.M. 2003
- Jacques Hérisset 2001
- James Kirkpatrick 1994
- Jim Fleck O.C. 2004
- Jim Skelton 1994
- John Beddington 2006
- Josef Brabenec Sr. 2000
- Ken Sinclair 1996
- Klaus Bindhart 1996
- Lawrence Strong C.M. 1995
- Lucien Laverdure 1995
- Maurice Leclerc 2002
- Peter Dimmer 1993
- Pierre Lamarche 2004
- Richard Legendre 2007
- Robert Wright 2000
- Roy Mansell 1994

### Bouclier d'entreprise
- Paul Paré 2006[4]
- Wilmat Tennyson 2006[5]